# Atelopus ebenoides
Atelopus ebenoides é uma espécie de sapo da família Bufonidae. Ele é endêmico na Colômbia. Seu habitat natural são as florestas úmidas de montanhas, em áreas tropicais e subtropicais, e rios. A espécie consiste em duas populações: uma localizada ao sul dos Andes colombianos nos departamentos de Cauca e Huila. A população ao norte (chamada de Atelopus ebenoides marinkellei) pode ser uma espécie a parte e ocorre somente no departamente de Boyacá, na Cordilheira Oriental colombiana.
Recentemente a espécie sofreu uma grande declínio demográfico devido à quitridiomicose. A espécie do norte não havia sido vista ou registrada desde 1995, mas foi reencontrada novamente em 2006. Atualmente ela está ameaçada pela perda do seu habitat.